# Homopater
O Incrível Homempapa (Homopater em Latim) é um gibi colombiano de Rodolfo León Sánchez feito em tributo ao Papa João Paulo II, reencarnando-o como um super-herói que usa seus vários superpoderes para enfrentar Satã e as forças do mal.
A publicação teve cobertura internacional, apesar de ter sido publicada apenas na Colômbia e Polônia, executivos no México, Canadá, e nos Estados Unidos demonstraram interesse no livro. O primeiro volume traz João Paulo II ganhando superpoderes e aprendendo como usá-los com a ajuda de outros heróis famosos como o Batman e Superhomem.
O artista demonstrou preocupação de ter ofendido pela transformação do Papa em um super-herói, porém lembrou que recebeu um bom retorno pela publicação.